# Andreas Urs Sommer
 (janvier 2023).
Si vous disposez d'ouvrages ou d'articles de référence ou si vous connaissez des sites web de qualité traitant du thème abordé ici, merci de compléter l'article en donnant les références utiles à sa vérifiabilité et en les liant à la section « Notes et références ».
Pour les articles homonymes, voir Sommer.
Andreas Urs Sommer (né le 14 juillet 1972 à Zofingen) est un philosophe allemand d'origine suisse.  

## Biographie
Sommer a étudié la philosophie, la théologie protestante et la germanistique à l'université de Bâle, à l'université de Fribourg-en-Brisgau et à l'université de Gœttingue. Il a soutenu une thèse de doctorat en 1998 sur « L'Antéchrist » de Nietzsche. Il était assistant à Greifswald et soutient son habilitation en 2004 avec une étude sur la genèse de la philosophie de l'histoire au XVIIIe siècle. Puis il enseignait comme privatdozent et est devenu professeur en 2011 à l'université de Fribourg-en-Brisgau. Son œuvre est honorée par plusieurs prix et récompenses en Suisse et en Allemagne.
Sommer est spécialisé dans le domaine de l'histoire de philosophie, de l'éthique et du scepticisme. Il est responsable du "Nietzsche-Kommentar" (commentaire sur l'œuvre de Nietzsche) de l'Académie des sciences de Heidelberg et directeur de la fondation Friedrich Nietzsche à Naumbourg. En 2019/2020 il était professeur invité à l'École normale supérieure (Paris).
Quelques livres de Sommer sont devenus populaires comme introductions générales en philosophie. Dans ses livres les plus récents, particulièrement dans le "Lexikon der imaginären philosophischen Werke" il défend le relativisme philosophique.

## Œuvres
Titres originaux
- Der Geist der Historie und das Ende des Christentums. Zur „Waffengenossenschaft“ von Friedrich Nietzsche und Franz Overbeck. Mit einem Anhang unveröffentlichter Texte aus Overbecks „Kirchenlexicon“. Akademie Verlag, Berlin 1997  (ISBN 3-05-003112-3).
- Im Spannungsfeld von Gott und Welt. Studien zu Geschichte und Gegenwart des Frey-Grynaeischen-Institutes in Basel 1747–1997. Schwabe, Bâle 1997  (ISBN 3-7965-1063-9).
- Die Hortung. Eine Philosophie des Sammelns. Parerga, Dusseldorf 2000  (ISBN 3-930450-54-2).
- Existenzphilosophie und Christentum. Albert Schweitzer und Fritz Buri. Briefe 1935–1964. C. H. Beck, Munich 2000  (ISBN 3-406-46730-X).
- Friedrich Nietzsches „Der Antichrist“. Ein philosophisch-historischer Kommentar. Schwabe, Bâle 2000  (ISBN 3-7965-1098-1) (Beiträge zu Friedrich Nietzsche. vol. 2).
- Geschichte als Trost. Isaak Iselins Geschichtsphilosophie. Schwabe, Bâle, 2002  (ISBN 3-7965-1940-7) (Schwabe Horizonte.).
- Die Kunst, selber zu denken. Ein philosophischer Dictionnaire. Eichborn, Francfort-sur-le-Main 2002, 2e édition 2003  (ISBN 3-8218-4521-X) (Die Andere Bibliothek, vol. 214).
- Katalog der byzantinischen Münzen. Münzsammlung der Georg-August-Universität Göttingen im Archäologischen Institut. Hrsg. von Christof Boehringer. Universitätsverlag, Gœttingue 2004,  (ISBN 3-930457-30-X) (online).
- Lohnt es sich, ein guter Mensch zu sein? Und andere philosophische Anfragen. Eichborn, Francfort-sur-le-Main 2004,  (ISBN 3-8218-5590-8).
- Die Kunst des Zweifelns. Anleitung zum skeptischen Philosophieren. C. H. Beck, Munich 2005,  (ISBN 3-406-52838-4), 3e édition 2008 (Beck’sche Reihe. vol. 1664).
- Sinnstiftung durch Geschichte? Zur Genese der spekulativ-universalistischen Geschichtsphilosophie zwischen Pierre Bayle und Immanuel Kant. Schwabe, Bâle 2006,  (ISBN 3-7965-2214-9) (Schwabe Philosophica. vol. 8).
- Die Kunst der Seelenruhe. Anleitung zum stoischen Denken. C. H. Beck, Munich 2009, 2e édition 2010  (ISBN 978-3-406-59194-5). (Beck’sche Reihe. vol. 1940).
- Die Münzen des Byzantinischen Reiches 491–1453. Mit einem Anhang: Die Münzen des Reiches von Trapezunt. Battenberg, Regenstauf 2010  (ISBN 978-3-86646-061-4).
- Geschichte und Gegenwart der Akademischen Zunft. Schwabe, Bâle 2011  (ISBN 978-3-7965-2789-0) (Basler Universitätsreden. vol. 109).
- Lexikon der imaginären philosophischen Werke. Eichborn, Berlin 2012  (ISBN 978-3-8218-6241-5) (Die Andere Bibliothek, vol. 326).
- Kommentar zu Nietzsches Der Fall Wagner. Götzen-Dämmerung (= Heidelberger Akademie der Wissenschaften (ed.): Historischer und kritischer Kommentar zu Friedrich Nietzsches Werken, vol. 6/1), Berlin / Boston: Walter de Gruyter 2012  (ISBN 978-3-11-028683-0)
- Kommentar zu Nietzsches Der Antichrist. Ecce homo. Dionysos-Dithyramben. Nietzsche contra Wagner (= Heidelberger Akademie der Wissenschaften (ed.): Historischer und kritischer Kommentar zu Friedrich Nietzsches Werken, vol. 6/2), Berlin / Boston: Walter de Gruyter 2013  (ISBN 978-3-11-029277-0).
- (comme éditeur): Charles-Augustin Sainte-Beuve: Menschen des XVIII. Jahrhunderts. Übersetzt von Ida Overbeck, initiiert von Friedrich Nietzsche. Mit frisch entdeckten Aufzeichnungen von Ida Overbeck neu ediert von Andreas Urs Sommer. 423 pages. Berlin: Die Andere Bibliothek, 2014  (ISBN 978-3-8477-0355-6)
- Kommentar zu Nietzsches Jenseits von Gut und Böse (= Heidelberger Akademie der Wissenschaften (Hg.): Historischer und kritischer Kommentar zu Friedrich Nietzsches Werken, Bd. 5/1). De Gruyter, Berlin / Boston 2016  (ISBN 978-3-11-029307-4).
- Werte. Warum man sie braucht, obwohl es sie nicht gibt. J. B. Metzler, Stuttgart 2016  (ISBN 978-3-476-02649-1)[4].
- Nietzsche und die Folgen. J. B. Metzler, Stuttgart 2017  (ISBN 978-3-476-02654-5), eBook  (ISBN 978-3-476-05545-3)[5], nouvelle édition avec un nouveau chapitre: FAKE NIETZSCHE. J. B. Metzler, Stuttgart 2019.
- Was bleibt von Nietzsches Philosophie?. Berlin: Duncker & Humblot 2018 (= Lectiones Inaugurales, Bd. 19)  (ISBN 978-3-428-15429-6), eBook 978-3-428-55429-4)
- avec Matthias Politycki : Haltung finden. Weshalb wir sie brauchen und trotzdem nie haben werden. Stuttgart: J. B. Metzler, 2019.  (ISBN 978-3-476-04981-0).

## Distinctions
- Il a reçu le prix Eligius de Société numismatique de l'Allemagne (1992)
- Il a reçu le prix De Wette de l'université de Bâle en 1994
- Il a reçu le prix La lunette d’or de l'Académie suisse des sciences humaines et sociales en 2003
- Il a reçu le prix Friedrich Nietzsche en 2012